# Risto Vasilevski
Risto Vasilevski (Nakolec, 1943) je pesnik, prevodilac, izdavač, akademik. 

## Biografija
Školovao se u rodnom mestu, Ljubojnu i Skoplju. Studirao je arhitekturu.
Od 1964. do 1969. godine živeo je u Požarevcu, gde se aktivno uključio u kniževni život grada i uspostavio plodnu saradnju sa tamošnjim književnim stvaraocima, časopisom „Braničevo“ i listom „Reč naroda“, u kojima je objavio seriju kniževnih prikaza i drugih priloga. Avgusta 1969. godine preselio se s porodicom u Smederevo, gde je osnovao Kniževni klub Smederevo, pokrenuo Međunarodni festival poezije „Smederevska pesnička jesen“ (postao prvi predsednik Organizacionog odbora, kasnije dugogodišnji direktor, umetnički direktor i glavni i odgovorni urednik izdavačke delatnosti). Uređivao je časopise za književnost, umetnost i kulturu „Smederevo“ i „Moravska lira“, list „Sutra”, informativno-političku reviju „Makedonska videlina“, časopis za decu „Dzunica“ („Duga“). Autor je koncepcije NIU „Makedonski informativni i izdavački centar“ u Pančevu i njegov prvi glavni i odgovorni urednik. Pokretač je i prvi direktor tradicionalne manifestacije Dani makedonskog stvaralaštva u Srbiji „Sebesi vo pohod” („Sebi u pohode”). Bio je glavni urednik časopisa „Videlo“, a sada je član redakcija časopisa „Mons Aureus“ i lista „Književne novine“.
Godine 1993. osnovao je izdavačku kuću „Arka“. Kao direktor i glavni i odgovorni urednik objavio je mnoštvo dela srpskih i stranih pisaca, posredovao je da mnoga dela srpskih pisaca budu prevedena na strane jezike.
Član je Makedonske akademije nauka i umetnosti, Slovenske akademije književnosti i umetnosti (Varna, Bugarska), Ruske akademije književnosti, Akademije književnosti i umetnosti Ukrajine, Međunarodne asocijacije pisaca (Riga, Letonija), Društva pisaca Makedonije, Udruženja književnika Srbije i Udruženja književnih prevodilaca Srbije.
Živi u regionu Prespa, Makedonija, i u gradu Smederevo, Srbija.

## Dela

### Izabrana dela
- Izabrana dela I-XV - Arka, Smederevo

### Poezija
- „Šaputanja“ - Braničevo, Požarevac, 1968.
- „Vremenija“ - Braničevo, Požarevac, 1970.
- „Tolkuvanje na patot“ („Tumačenje puta“) - Makedonska kniga, Skopje, 1973.
- „Davanje oblika“ - Grafos, Beograd, 1981.
- „Listanje vremena“ - Grafos, Beograd, 1984. (dva izdanja)
- „Žitieto na Kole F.“ („Životopis Koleta F.“) - Misla, Skopje, 1984.
- „Bolna kuća“ - Beogradska knjiga, Beograd, 1984.
- "Morinki" - Naša kniga, Skopje. 1985.  978-86-373-0073-1.
- "Plodored" - Makedonska kniga, Skopje. 1991.  978-86-369-0193-9.
- "Pofalbi na adot" („Pohvale paklu”) - Makedonska kniga, Skopje, 1993.
- Igranje glavom. Beograd. 1997. ISBN 86-07-01134-9 Проверите вредност параметра |isbn=: checksum (помоћ). - Prosveta.
- "Ogledala" - Štrk, Skopje. 1998.  978-9989-662-17-1.
- "Letopis hiljadudevetstoposlednje" - Narodna knjiga, Beograd, 2000. ID-86044172
- "Tkanica zla" - Prosveta, Beograd, 2001.
- „Hram. Sepak hram” – Kultura, Skopje. 2002.  978-9989-662-95-9.
- „Hram, ipak hram” – Arka, Smederevo (pet izdanja, 2003-2004).  978-86-7610-013-2.
- „Biserica, iata hramul” – Editura Viitorul Romanesc, Bucuresti, prvo izdanje drugo 2004. 2003.  978-973-623-040-0.
- „Hram i pak hram” – Multiprint, Sofija. 2004.  978-954-9811-72-8.
- „Hram, sepak hram” – Štrk, Skopje. 2006.  978-9989-662-95-9.
- "Iskopine" – Smederevska pesnička jesen, Smederevo. 2006.  978-86-84201-37-1..  978-8684201-37-1.
- "Excavations" – Smederevo’s Poet Autumn, Smederevo. 2006.  978-86-84201-37-1..  978-8684201-37-1.
- "Sušt" (Slovospev) – Arka, Smederevo. 2007.  978-86-7610-071-2..
- „Hram, iara hram” – Editura ZEIT, Braila, Rumunija i Unia ti cultura-A armanjilor di Machidunii, Skopje. 2009.  978-9989-895-66-1.
- „Božestveni dopiri” („Božanstveni dodiri”) - IC Tri, Skoplje. 2010.  978-9989-895-66-1..  978-9989-895-66-1.
- „Ode, o da” - Arka, Smederevo. 2013.  978-86-7610-138-2..
- „Ode, o da” - Editura Europa, Krajova, Rumunija. 2016.  978-973-1874-19-7..
- „Оди во кругот” („Оде у круг(у)”) - Матица македонска, Скопје, 2018. 2017.  978-608-10-0587-5..
- „Срце круга” - Арка, Смедерево. 2018.  978-86-7610-194-8.

### Filosofeme
- "Nulto vreme" (Filosofeme, parakope, crtice) - Arka, Smederevo. 2010.  978-86-7610-105-4..
- "Snovidi bitka" (Filosofeme, okrznuća, /n/aforizmi) - Arka, Smederevo. 2012.  978-86-7610-130-6..
- "Dzvezdeni migovi i pepel" (Filozofemi; šarki od vremeto za vremeto) - Izdavački centar Tri, Skopje. 2014.  978-608-230-240-9..
- "Съновидения от битието" (философеми, избор на бугарском, превод Елка Њаголова) – Славянска литературна и артистична академия - Варна. 2015.  978-954-2930-20-4..
- "Генезис мечты" (философеми, избор на руском, перевод Людмилы Снитенко) – Издательство „Паблис”, Москва. 2016.  978-5-9908078-8-4..
- „Aphorisms and Philosophies”, KaMPe, Artist group CIC, London, 2018.

### Knjige za decu
- "Golemi i drugi raboti" (Velike i druge stvari), pesme - Misla, Skopje, 1974 i 1981.
- "Golemi i drugi raboti" (Velike i druge stvari), novo, izmenjeno i znatno dopunjeno izdanje, pesme, Naša kniga, Skopje, 1990.
- "Čudbinata na edno kese" (Čudbina jednog novčanika), roman za decu u stihovima - Detska radost, Skopje. 1991.  978-86-437-0054-9.
- "Novčanikova čudbina", roman za decu u stihovima; znatno izmenjeno i dopunjeno izdanje na srpskom jeziku, Arka, Smederevo, 1998. ID=62881036
- „Destinul minunat al unui portofel fermekat”, roman za decu u stihovima – Editura Univerzal Dalsi, Bukuresti, 1999.

### Izbori poezije
- Vasilevski, Risto (1986). Otići u Prespu. Beograd. ISBN 978-86-7335-011-0. (na srpskom) - Nova knjiga. ,
- "Strad i zdrač" (Patnja i prosvetljenje – na makedonskom) - Misla, Skopje, 1991.
- "Lauda iadului" (na rumunskom) – Editura Orient-Occident, Bukurešt. 2000.  978-973-9347-21-1.,
- "Igri i pofalbi" (Igre i hvale – na makedonskom) - Matica makedonska, Skopje. 2000.  978-9989-48-020-1. (Ed.).  978-9989-48-278-6. (Kn.60),
- "Freska od reči" (na srpskom) – Arka, Smederevo. 2005.  978-86-7610-051-4.,
- "Freska od zborovi" (na makedonskom) - Arka, Smederevo. 2005.  978-86-7610-051-4.,
- „Iskopine” (na srpskom) - Smederevska pesnička jesen, Smederevo. 2006.  978-86-84201-37-1.,
- „Exavations” (na engleskom) - Smederevo's Poet Autumn, Smederevo. 2006.  978-86-84201-37-1.,
- "Freska ot dumi" (na bugarskom) – Bugarski pisatel, Sofija. 2007.  978-954-443-624-7.
- "Čuvar na poleto" (Čuvar polja – na makedonskom) – Mikena, Bitola. 2008.  978-9989-55-067-6.. (kn.).  978-9989-550-025-6 неважећи .. (ed.),
- "ČOVEKЪT E HRAM" (Čovek je hram – na bugarskom) – Slavяnska literaturna i artistična akademiя, Varna, Blьgariя. 2009.  978-954-92402-1-4..
- "Vreme, glasovi" – (na srpskom) – "Šumadijske metafore: Biblioteka grada Beograda: Biblioteka "Despot Stefan Lazarević", Mladenovac. 2009.  978-86-7191-161-0.. (BGB),
- "Kilka piesni" (na poljskom) – X World Poetry Day UNESCO – Widawnictwo Książkowe IBiS Warszawa, 2010. 2010.  978-83-7358-087-9.
- "Playing with my head" (na engleskom) – The “Pléiades” Series” – Struga poetry evenings, Struga. 2010.  978-9989-193-41-5.
- "CZAS, GŁOSY" (na poljskom) – Fundacja ANIMA “Tygiel Kultury”, Łodż. 2010.  978-5-904531-03-4.
- "ŚPIEW O ŚWIĄTYNI" (na poljskom) - Fundacja ANIMA “Tygiel Kultury”, Łodż. 2010.  978-5-904531-03-4.
- „Hram, vse-taki hram” (na ruskom) – Okoëm”, Moskva. 2010.  978-5-904531-03-4.
- „Balkanskaя melanholiя” (na ruskom) - Moskovskaя gorodskaя organizaciя Soюza pisatelей Rossii, IPO „U Nikitskih vorot”, Moskva. 2011.  978-5-87449-096-5 неважећи .
- „Hram, spravgi, hram” (na ukrajinskom) - Tverdinя, Lucьk, Ukraina. 2011.  978-617-517-091-5..  978-617-517-090-8.. (serija)
- „Guardian of the Field” (na engleskom) - St. Clement of Ohrid, National and University library - Skopje. 2011.  978-608-232-047-2.
- „Gletka, početok” (na makedonskom) - Matica makedonska, Skopje – Arka, Smederevo. 2012.  978-86-7610-131-3.
- „Scene, origine” (na francuskom) - Matica makedonska, Skopje – Arka, Smederevo. 2012.  978-86-7610-131-3..
- „Севремена овошка” (плакета на македонском) - Carmina in minima re * 48, Barcelona, 2014.
- „El frutal de las cuatro estaciones” (plaketa na španskom) - Carmina in minima re * 48, Barcelona, 2014.
- „Du Paradis” (na francuskom) - Le Merle Moqueur; Le Temps des Cerises, Paris 2016. EAN: 9-782370-711052.
- „Серце кола”, Міжнародна літературно-мистецька Академія України & ТОВ «Видавництво „Десна Поліграф”, Київ – Чернігів. 2018.  978-617-7648-23-8.
- „Срце круга и друге песме” - Библиотекa Златни кључ Смедерева, МФП Смедеревска песничка јесен, Смедерево. 2019.  978-86-6255-081-1..

### Audio kaseta
- „Igri i pofalbi" („Igre i hvale”) - Makedonsko radio, Skopje, 2000.

### Antologije
- „Grad na desnoj a vetar na levoj obali” - Književni klub, Smederevo, 1971.
- „Volšebno kovčeže”, antologija na makedonskata poezija za deca – Arka, Smederevo & Arlekin, Prilep. 2002.  978-86-7335-011-0.
- „Čarobni kovčežić”, antologija makedonske poezije za decu – Arka, Smederevo & „Izvor žive reči”, Kolari. 2002.  978-86-7610-004-0.
- „Svetlosti značenja”, antologija pesnika nacionalnih manjina u Srbiji i Crnoj Gori (I i II tom) – Arka, Smederevo. 2003.  978-86-7610-017-0..  978-86-7610-019-4.
- „Duševni svečenosti”, antologija na poezija na makedonskite poeti vo Srbija – Arka, Smederevo. 2003.  978-86-7610-025-5.
- „Duševne svečanosti”, antologija poezije makedonskih pesnika u Srbiji – Arka, Smederevo. 2003.  978-86-7610-025-5.
- „Kavez od reči”, antologija mlade makedonske poezije – Radio Beograd III program (deset emisija; januar-juni, 2005) i časopis „Polja”, Novi Sad, br. 432, mart-april 2005.] ISSN -32-3578 Parameter error in {{issn}}: Invalid ISSN.,
- „Deset makedonskih pesnika” – časopis „Krajina”, Banja Luka, God. IV, broj 16/2005.
- „Trajnik”, antologija poezije pesnika 18 nacionalnih manjina i etničkih zajednica u Srbiji – Arka, Smederevo, I. tom. 2009.  978-86-7610-093-4..
- „Trajnik”, antologija poezije pesnika 18 nacionalnih manjina i etničkih zajednica u Srbiji – Arka, Smederevo, II. tom. 2009.  978-86-7610-094-1..
- „Trajnik”, antologija poezije pesnika 18 nacionalnih manjina i etničkih zajednica u Srbiji – Arka, Smederevo, III. tom. 2009.  978-86-7610-097-2.. (deo 3; karton sa omotom).  978-86-7610-095-8.. (za izdavačku celinu)
- „Duševni svečenosti”, novo dopolneto izdanie na antologijata na poezija na makedonskite poeti vo Srbija – Arka, Smederevo. 2009.  978-86-7610-094-1..
- „Duševne svečanosti”, novo dopopunjeno izdanje antologije poezije makedonskih pesnika u Srbiji – Arka, Smederevo. 2009.  978-86-7610-094-1..
- „Što je java tako kivna”, antologija poezije pesnika cincarskog porekla u Srbiji – Arka, Smederevo. 2009.  978-86-7610-0972-2 неважећи .. (deo 3).  978-86-7610-095-8.. (za izdavačku celinu)
- „Noć kao iznudica”, antologija poezije Vlaha u Srbiji – Arka, Smederevo. 2009.  978-86-7610-093-4.. (za izdavačku celinu)
- „Од живиот извор”, Антологија на петнаесет македонски поети – Задужбина „Петар Кочиќ” Бања Лука - Белград. 2015.  978-99955-31-63-8..
- „Sa živog izvora”, Antologija petnaest makedonskih pesnika – Zadužbina „Petar Kočić” Banja Luka - Beograd. 2015.  978-99955-31-63-8..
- „Moćne strune”, Antologija makedonskog pesništva (IX-XXI vek) – Arka, Smederevo. 2015.  978-86-7610-167-2..

### Stručna monografija
- Od ćerpiča do fasade – Nikola Krga, Smederevo, 1985.

### Dela o poeziji Rista Vasilevskog
- Miodrag Mrkić: „Poetsko dosezanje bića”, studija – Zvezdara. Mrkić, Miodrag (1996). Poetsko dosezanje bića: O poeziji Rista Vasilevskog. Beograd. ISBN 978-86-7433-045-6.
- „Vrakjanje vo Prespa” („Povratak u Prespu”) – dvobroj 7-8 na spisanieto (časopisa) „Stremež”, Prilep, 1999. ISSN 0039-2294
- Ljiljana Stejić: „Besede o Hramu” – Arka, Smederevo. 2005.  978-86-7610-049-1.

## Prevodilački rad
Do sada je preveo i objavio više od sto osamdeset dela srpskih i stranih pisaca. Gotovo da nema značajnijeg srpskog ili makedonskog pisca koga Vasilevski nije prevodio. Zato ga i u jednoj i u drugoj sredini nazivaju ambasadorom kulture i nezaobilaznim mostom kojim komuniciraju i zbližavaju se jedna i druga književnost, jedna i druga kultura.

### Prevodi sa makedonskog na srpski
- Petre M. Andrevski: SKAKAVCI, roman – Rad. Andreevski, Petre M. (1985). Skakavci. Beograd. ISBN 978-86-09-00038-6.
- Petre M. Andrevski: POSLEDNJI SELJANI, roman - Arka, Smederevo. 2004.  978-86-7610-036-1.
- Petre M. Andrevski: POSLEDNJI SELJACI, roman - Arhipelag. . Beograd. 2016. ISBN 978-86-523-0207-9. Недостаје или је празан параметар |title= (помоћ)
- Tome Arsovski: DIOGENOV PARADOKS, drama – Narodna knjiga, Beograd, 1975.
- Tome Arsovski: MATURSKO VEĆE, drama – Narodna knjiga, Beograd, 1975.
- Vesna Acevska: NERED U OGLEDALU, izbor poezije - Arka, Smederevo – Rad, Beograd. 2001.  978-86-09-00738-5..  978-86-09-00738-5.
- Milutin Bebekovski: ZELENO TALASANJE, izbor poezije za decu – Grafos, Beograd, 1981.
- Risto Vasilevski: VOLŠEBNO KOVČEŽE / ČAROBNI KOVČEŽIĆ, antologija na makedonskata poezija za deca / antologija makedonske poezije za decu – Arka, Smederevo – Izvor žive reči, Kolari. 2002.  978-86-7610-004-0.
- Risto Vasilevski: DUŠEVNI SVEČENOSTI / DUŠEVNE SVEČANOSTI, antologija na poezija na poetite Makedonci vo Srbija i Crna Gora / antologija poezije pesnika Makedonaca u Srbiji i Crnoj Gori – Arka, Smederevo. 2004.  978-86-7610-025-5.
- Risto Vasilevski: DESET MAKEDONSKIH PESNIKA, antologija – časopis „Krajina”, Banja Luka, br. 16/2005.
- Risto Vasilevski: KAVEZ OD REČI, antologija mlade makedonske poezije – časopis „Polja”, Novi Sad,br.432/2005; emitovana i kao ciklus na III programu Radio Beograda (januar-juni) 2005. ISSN oo32-3578
- Risto Vasilevski: SA ŽIVOG IZVORA, Petnaest makedonskih pesnika – Zadužbina „Petar Kočić”, Banja Luka-Beograd. 2015.  978-99955-31-63-8.
- Risto Vasilevski: MOĆNE STRUNE, Antologija makedonskog pesništva (IX – XXI vek)– Arka, Smederevo. 2015.  978-86-7610-167-2..
- Jagoda Mihajlovska–Georgieva: INDIGO BOMBAJ”, roman – Geopoetika. Mihajlovska-Georgieva, Jagoda (2012). Indigo Bombaj. Beograd. ISBN 978-86-6145-111-9..
- Slave Đorđo Dimoski: MERAČ REČI (MERAČ NA ZBOROVI), izbor, poezija – Arka, Smederevo. 2010.  978-86-7610-106-1..
- Slave Đorđo Dimoski: POLJE. BOJNO POLJE (POLE. BOJNO POLE), izbor, poezija – Gramatik. . Beograd. 2011. ISBN 978-86-6135-006-1. Недостаје или је празан параметар |title= (помоћ).
- Milan Đurčinov: OGLEDI I KRITIKE, izabrani eseji (zajedno sa V. Uroševićem i M. Đurčinovim) – Narodna knjiga, Beograd, 1978.
- Milan Đurčinov: OSVAJANJE REALNOSTI, intelektualna biografija, proza - Arka, Smederevo. 2006.  978-86-7610-061-3.
- Blagoja Ivanov: CRVENI RONDO, pripovetke - Grafos. Ivanov, Blagoja; Balan, Dušan (1988). Četrdeset peti uporednik: Priče. Beograd. ISBN 978-86-7157-039-8.
- Eftim Kletnikov: KAMENI PRAG, izbor poezije – Bratstvo – Jedinstvo,Novi Sad. 1990.  978-86-7047-077-4.
- Eftim Kletnikov: SA DRVETA ŽIVOTA, antologija savremene makedonske poezije – Smederevska pesnička jesen, Smederevo, 1987.
- Eftim Kletnikov: TA PROMAJA KOSMIČKA, izbor poezije, Smederevska pesnička jesen (edicija: Meridijani), Smederevo. . 2006. ISBN 86-84201-41-81 Проверите вредност параметра |isbn=: length (помоћ). Недостаје или је празан параметар |title= (помоћ)
- Jovan Koteski: STRAH I DUŠA, izbor poezije – Grafos, Beograd, 1984.
- Jovan Koteski: ZEMLJA I STRAST, izbor poezije – Jedinstvo, Priština, 1985.
- Trajče Krsteski: ARLEKIN PRAZNIH RUKU, roman – Arka, Smederevo. 2002.  978-86-7610-005-7.
- Razme Kumbarovski: ZINDA, pesme – Književne novine, Beograd, 1982.
- Vasil Kunoski: DEČACI, DEVOJČICE, izbor poezije za decu – Grafos, Beograd, 1981.
- Ermis Lafazanovski: HRAPEŠKO, roman – Geopoetika. Храпешко. Beograd. 2013. ISBN 978-86-6145-122-5..
- Ermis Lafazanovski: ISTORIJA LJUDI KOJI POMREŠE OD STRAHA, roman – Geopoetika. . Beograd. 2016. ISBN 978-86-6145-218-5. Недостаје или је празан параметар |title= (помоћ).
- Blaže Minevski: NIŠAN, roman – Arka, Smederevo. 2011.  978-86-7610-117-7..
- Blaže Minevski: Ja, Tito i Miki Maus, roman – Arka, Smederevo. 2015.  978-86-7610-160-3..
- Mateja Matevski: ODLAZAK SVICA, izbor poezije – Smederevska pesnička jesen, Smederevo. 2003.  978-86-84201-05-0.
- Tome Momirovski: OHRIDSKA TALIJA, monodrama - časopis “Smederevo”, Smederevo, 1985.
- Olivera Nikolova: KUĆICA, roman - Arka, Smederevo. 2015.  978-86-7610-176-4.,
- Jovan Pavlovski: TO RADIOVCE U KOJE PADAM DUBOKO, roman - Narodna knjiga, Beograd, 1973.
- Jovan Pavlovski: IDENTITET, izbor poezije - Jedinstvo, Priština, 1977.
- Jovan Pavlovski: SOK IZ PROSTATE, roman - Arka, Smederevo, 2001.
- Jovan Pavlovski: MAKEDONIJA - prošlost, istorija, sadašnjost, info – MI-AN, Skopje. 2005.  978-9989-613-70-8..  978-9989-613-70-8.
- Božin Pavlovski: DUVA, roman - Bratstvo-Jedinstvo, Novi Sad, 1974.
- Božin Pavlovski: HOTEL DUVA, roman - BIGZ, Beograd, 1981.
- Božin Pavlovski: CRVENI HIPOKRIT, roman – Narodna knjiga, Beograd, 1988.
- Božin Pavlovski: GRADINAR, PUSTINJA, roman - Arka, Smederevo. 2017.  978-86-7610-182-5..
- Božin Pavlovski: AMERIKA, AMERIKA, roman - Arka, Smederevo. 2017.  978-86-7610-187-0..
- Božin Pavlovski: ROG LJUBAVI, roman - Arka, Smederevo. 2017.  978-86-7610-188-7..
- Radovan Pavlovski: ZID I RUKOPIS, izbor poezije - Bratstvo - Jedinstvo,Novi Sad. 1987.  978-86-7047-018-7.
- Radovan Pavlovski: STRAŽE, poezija – Matica srpska, Novi Sad, 1988.
- Done Panovski: SAVREMENI BITOLJSKI AUTORI, poezija i proza - Smederevska pesnička jesen, Smederevo, 1978.
- Jordan Plevneš: MACEDONISCHE CÜSTENDE, drama - Nova knjiga, Beograd, 1984.
- Jordan Plevneš: OSMO SVETSKO ČUDO, roman - Arka, Smederevo. 2012.  978-86-7610-132-0..
- Jordan Plevneš: SREĆA JE NOVA IDEJA U EVROPI - IZABRANE DRAME (VEČNA KUĆA; R; MAZEDONISHE ZUSTANDE; JU-ANTITEZA, ERIGON; SREĆA JE NOVA IDEJA U EVRОPI) - Arka, Smederevo. 2017.  978-86-7610-184-9..
- Vidoe Podgorec: BELO CIGANČE - ČERGARI, roman - Rad, Beograd, 1988.
- Vidoe Podgorec: BELO CIGANČE – BELEG, roman - Rad, Beograd, 1988.
- VIdoe Podgorec: BELO CIGANČE – ŽUDNJA ZA SLOBODOM, roman – Rad, Beograd, 1988.
- Kočo Racin: BELA PRASKOZORJA, izbor poezije, proze i studija - Rad, Beograd, 1979.
- Kočo Racin: BELA PRASKOZORJA, izbor poezije, proze i studija - Rad, Beograd, 1985.
- Vinka Sazdova: POSLEDNJI ČAJ, roman – Geopoetika. Sazdova, Vinka (2011). Последњи чај. Beograd. ISBN 978-86-6145-049-5..
- Stefani Senar: TAJNI FERMAN, roman – Arka, Smederevo. 2014.  978-86-6145-126-3..
- Rade Siljan: ZAZIĐIVANJE SENKE, izbor poezije - Arka, Smederevo, 2001. ID=93338380.
- Rade Siljan: OGLEDALO VEKOVA, izbor poezije - Arka, Smederevo. 2015.  978-86-6145-152-8 неважећи ..
- Van San Skrebatski (Vangel Naumovski): SVANUĆE PISANIH STAZA, poezija – Arka, Smederevo. 2005.  978-86-7610-037-8.
- Vele Smilevski: KAVEZ, izbor poezije – Grafos, Beograd, 1981.
- Goce Smilevski: RAZGOVOR SA SPINOZOM, roman – Arka, Smederevo. 2004.  978-86-7610-039-2.
- Goce Smilevski: TRI MALA PLESNA KORAKA PREKO GRANICE, drama - Arka, Smederevo. 2007.  978-86-7610-067-5..  978-86-7610-067-5.
- Goran Stefanovski: DUPLO DNO, drama - Nova knjiga, Beograd, 1984.
- Sande Stojčevski: VIDELO, izbor poezije - Prosveta, Beograd, 1999.
- Sande Stojčevski: (Z)AUM, poema – Arka, Smederevo. 2011.  978-86-7610-114-6..
- Jovan Strezovski: ORFEJ BESKRAJA, izbor poezije - Bagdala, Kruševac, 1973.
- Jovan Strezovski: STREPNJA, roman - Rad, Beograd, 1985.
- Jovan Strezovski: ZAREK, roman - Grafos, Beograd, 1983.
- Gane Todorovski: MONOLOG IZGUBLJENOG, izbor poezije – Arka, Smederevo. 2002.  978-86-7610-006-4.
- Vlada Urošević: PARISKE SVESKE, putopsni eseji – Arka, Smederevo. 2009.  978-86-7610-101-6..
- Branko Cvetkoski: MOLITVENI DAŠAK, izbor poezije - Arka, Smederevo. 2002.  978-86-7610-008-8.
- Todor Čalovski: JAVNI ZID, izbor poezije – Jedinstvo, Priština i Gradina, Niš, 1988.

### Prevodi sa srpskog na makedonski
- Radomir Andrikj / Radomir Andrić: PODVIŽNO OGLEDALO (POKRETNO OGLEDALO), izbor poezije na srpskom i makedonskom jeziku - Arka, Smederevo. 2009.  978-86-7610-092-7..
- Jovica Akjin / Jovica Aćin: SENIŠTA I DRUGI RASKAZI (AVETI I DRUGE PRIČE), odbrani raskazi (izabrane priče), Arka, Smederevo-Skopje. 2005.  978-86-7610-052-1.
- Miroslav Antić|Miroslav Antikj / Miroslav Antić: MITOT ZA PTICATA (MIT O PTICI), izbor poezije - Misla, Skopje, 1985.
- Matija Bećković / Matija Bekjkovikj: OGLEDALO(OGLEDALO), Izabrane i nove pesme / Izbrani inovi pesni - Matica makedonska, Skopje & Arka, Smederevo. 2016.  978-86-7610-183-2. (Arka) /.  978-608-10-0515-8. (Matica).
- Predrag Beloševikj|Predrag Bjelošević / Predrag Bjelošević: POD KRUNATA NA GNILOTO DRVO (POD KROŠNJOM TROŠNOG DRVETA), izbor poezije na srpskom i makedonskom jeziku, Arka, Smederevo-Skoplje. 2011.  978-86-7610-115-3.. (брош.)
- Janko Vujinovikj: PANIKA VO INTERSITI, roman, Arka, Smederevo & Arlekin-07, Prilep. 2011.  978-86-7610-124-4 неважећи .. (arka smed.).  978-9989-738-72-2.. (arlekin-07)
- Nenad Grujičić / Nenad Gruičikj: NEKO MI UZE REČ / NEKOJ MI GO ZEDE ZBOROT, izbor poezije na srpskom i makedonskom jeziku - Matica makedonska, Skopje & Arka, Smederevo/Skopje. 2014.  978-86-7610-163-4. (Арка);
- Dragan Jovanovikj Danilov / Dragan Jovanović Danilov: ALHOHOLI OD JUG (ALKOHOLI SA JUGA), izbor poezije, Izdavački centar "Tri", Skopje. 2001.  978-9989-918-23-0.
- Nikola Drenovac: VESELI IGRARII (VESELE IGRARIJE), izbor poezije za decu – Detska radost, Skopje, 2001.
- Jovan Zivlak: TRINOŽNIK (TRONOŽAC), izbor poezije - Misla, Skopje, 1985.
- Jovan Zivlak: ZOL GOSTIN (ZAO GOST), izbor poezije- Misla, Skopje, 1991.
- Jovan Zivlak: ZOL GOSTIN I DRUGI PESNI (ZAO GOST I DRUGE PESME), izbor – NIU “Makedonski informativen i izdavački centar, Pančevo. 2007.  978-86-87203-01-3..
- Jovan Zivlak: ZIMSKI IZVEŠTAJ, izbor poezije na srpskom i makedonskom jeziku - Matica makedonska, Skopje & Arka, Smederevo/Skopje. 2014.  978-608-10-320-8 неважећи . (Matica makedonska); 978-86-7610-146-7 (Arka);
- Srba Ignjatovikj / Srba Ignjatović: GOLEMIOT VID (VELIKI VID), izbor poezije - Misla, Skopje, 1985.
- Srba Ignjatovikj / Srba Ignjatović: MALA JUTARNJA ALHEMIJA (MALA UTRINSKA ALHEMIJA), izbor poezije na srpskom i makedonskom jeziku - Matica makedonska, Skopje & Arka, Skopje/Smederevo. 2012.  978-86-7610-139-9..
- Vladimir Kopicl / Vladimir Kopicl: NESVRŠENO (NESVRŠENO), izbor poezije na srpskom i makedonskom jeziku - Matica Makedonska, Skopje / Arka, Smederevo-Skopje. 2011.  978-608-10-0139-6.. (MM; broš.)
- Ranko Krstajikj / Ranko Krstajić: SLUČKATA SO GOSPODINOT ASIMOV (SLUČAJ GOSPODINA ASIMOVA), roman – Araka, Smederevo-Skopje. 2003.  978-86-7610-010-1.
- Ljubinko Jelikj / Ljubinko Jelić: ČAJ ZA SOSEDOT (ČAJ ZA SUSEDA), izbor poezije na srpskom i makedonskom jeziku – Arka, Smederevo – ID Skopje. 2008.  978-86-7610-086-6..
- Dragan Lakikjevikj / Dragan Lakićević: iSTORIJA NA BOLESTA (ISTORIJA BOLESTI), izbor poezije – Naša kniga, Skopje, 1985.
- Aleksandar B. Laković / Aleksandar B. Lakovikj: KO DA NAM VRATI LICA USPUT IGUBLJENA (KOJ DA NI GI VRATI LICATA PATEM ZAGUBENI), izbor poezije na srpskom i makedonskom jeziku - Arka, Smederevo / Matica Makedonska, Skopje. 2011.  978-7610-169-6 неважећи ..
- Miroslav Lukić / Miroslav Lukikj: LAS VILAJET / LAS VILAET, izbor poezije na srpskom i makedonskom jeziku - Matica makedonska, Skopje & Arka, Smederevo/Skopje. 2014.  978-608-10-0351-2. (Matica makeonska).  978-86-7610-162-7. (Арка);
- Zoran M. Mandikj / Zoran M. Mandić: NE SE GRIŽAM ZA NADEŽTA (NE BRINEM ZA NADU), izbor poezije – Arka, Smederevo ID Skopje. 2004.  978-86-7610-043-9.
- Vito Markovikj / Vito Marković: NASMEANA ŽRTVA (NASMEJANA ŽRTVA), izbor poezije - Misla, Skopje, 1985.
- Vito Markovikj/ Vito Marković: HULA, roman - Naša kniga, Skopje, 1985
- Vito Markovikj/ Vito Marković: JAROST (ŽEST), roman - Naša kniga,Skopje, 1985.
- Vito Markovikj / Vito Marković: MOLK (ĆUTNJA),roman- Naša kniga, Skopje, 1985.
- Vito Markovikj / Vito Marković: STEN (TRPNJA), izbor poezije - Kultura, Skopje, 1989.
- Vito Markovikj / Vito Marković: OGAN POD SNEGOT (VATRA POD SNEGOM), poezija – Matica makedonska, Skopje & Arka, Skopje/Smederevo. 2012.  978-608-10-0261-4..
- Milovan Marčetikj / Milovan Marčetić: ZAD ZATVORENITE OČI (IZA ZATVORENIH OČIJU), poezija – Arka, Smederevo & Matica makedonska, Skopje. 2016.  978-7610-170-2 неважећи ..
- Živorad Nedeljković / Živorad Nedeljkovikj: ZVEZDANO POLJE / DZVEZDENO POLE, izbor poezije na srpskom i makedonskom jeziku - Matica makedonska, Skopje & Arka, Smederevo/Skopje. 2014.  978-608-10-0321-5. (Matica makeonska).  978-86-7610-154-2. (Арка);
- Duško Novakovikj / Duško Novaković: KRATKE PESME I JEDNA PODUŽA O PREZIRU (KUSI PESNI I EDNA PODOLGA ZA PREZIROT) izbor poezije na srpskom i makedonskom jeziku – Matica makedonska, Skopje & Arka, Skopje/Smederevo. 2013.  978-608-10-0276-8..
- Miodrag Pavlovikj / Miodrag Pavlović: NESRAZMERI STARI I NOVI (NESRAZMERE STARE I NOVE), izbor poezije na srpskom i makedonskom jeziku – Arka, Smederevo – ID Skopje. 2010.  978-86-7610-103-0.. (Арка)
- Adam Pusloikj / Adam Puslojić: DZIDANJE NA ISTOČNIOT PLAČ (ZIDANJE ISTOČNOG PLAČA), izbor poezije na srpskom i makedonskom jeziku – Arka, Smederevo – ID Skopje. 2010.  978-86-7610-108-5..
- Zoran Hr. Radisavljević / Zoran Hr. Dadisavlevikj: VELIKO UVO / GOLEMOTO UVO, izbor poezije na srpskom i makedonskom jeziku – Matica makedonska Skopje & Arka, Smederevo/Skopje. 2014.  978-608-10-0352-9. (Матица).  978-86-7610-147-4. (Арка);
- Ranko Risoevikj / Ranko Risojević: ODBRANI I DRUGI PESNI (IZABRANE I NOVE PJESME),izbor poezije na srpskom i makedonskom jeziku - Arka, Smederevo - ID Skopje, Matica makedonska, Skopje. 2008.  978-86-7610-083-5.. (Арка; брош.)
- Ljubomir Simović / Ljubomir Simovikj: PLANETA DUNAV (PLANETATA DUNAV), Izabrane i nove pesme / Izbrani i novi pesni - Matica makedonska, Skopje & Arka, Smederevo. 2016.  978-86-7610-193-1. (Arka) /.  978-608-10-0582-0. (Matica).
- Simon Simonovikj / Simon Simonović: SEKOJDNEVNI GLETKI (SVAKODNEVNI PRIZORI), izbor poezije na srpskom i makedonskom jeziku - Arka, Smederevo - ID Skopje. 2008.  978-86-7610-082-8..
- Gjoko Stoičikj / Đoko Stojičić: ZVUČNA BILKA (ZVUČNA BILJKA), izbor poezije – Naša kniga, Skopje. 1988.  978-86-373-0387-9.
- Dušan Stojković / Dušan Stojković: SMRTKOVENJE (SMRTKOVANJE), izbor poezije na srpskom i makedonskom jeziku - Arka, Smederevo - ID Skopje, Matica makedonska, Skopje. 2008.  978-86-7610-088-0.
- Vladimir Stojšin: KINO VO ŒIBRITNO KUTIVČE (BIOSKOP U KUTIJI ŠIBICE), roman - Misla, Skopje, 1985.
- Novica Tadikj / Novica Tadić: KOBENJE NA NOKJTA (DOZIVANJE NOĆI), izbor poezije - Makavej, Skopje. 2001.  978-9989-922-12-1.
- Miroslav Todorovikj / Miroslav Todorović: TEMNO I DLABOKO (TAMNO I DUBOKO), izbor poezije - Arka Smederevo & Matica makedonska Skopje. {{page|year=2019|isbn=978-86-7610-204-4|id=(Arka) & isbn= 978-608-10-0734-3 (Matica makedonska)}
- Stevan Tontikj / Stevan Tontić: VERNATA DZVEZDA (VJERNA ZVIJEZDA), izbor poezije na srpskom i makedonskom jeziku – Matica Makeonska, Skopje & Arka, Smederevo/Skopje. 2012.  978-86-7610-128-3.. (Арка)
- Stevan Tontikj / Stevan Tontić: BLAGOSLOVOT NA PROGONSTVOTO (BLAGOSLOV IZGNANSTVA), izbor poezije – Struški večeri na poezija / Struške večeri poezije, Struga. 2012.  978-9989-193-73-6..
- Sreten Ugričikj / Sreten Ugričić: BOGOT NA JAZIKOT I DRUGI RASKAZI (BOG JEZIKA I DRUGE PRIČE), raskazi/priče – Arka Smederevo - ID Skopje, Matica makedonska, Skopje. 2011.  978-608-10-0138-9..
- Radomir Uljarevikj / Radomir Uljarević: NOVI MIGOVI (NOVI ČASOVI), izbor poezije - Arka Smederevo & Matica makedonska Skopje. {{page|year=2019|isbn=978-86-7610-203-7|id=(Arka) & isbn= 978-608-10-0708-4 (Matica makedonska)}
- Enes Halilovikj /Enes Halilović: PESNI OD BOLESTA I ZDRAVJETO (PESME IZ BOLESTI I ZDRAVLJA), izbor poezije – Matica makedonska, Skopje & Arka Skopje/Smederevo. 2013.  978-608-10-0270-6..
- Mikjo Cvijetikj /MIćo Cvijetić: GOSPODOVO SEME (BOŽJE SEME), izbor poezije na srpskom i makedonskom jeziku – Arka Smederevo – ID Skopje; Matica makedonske, Skopje. 2007.  978-86-7610-073-6.
- Viktor Šekjerovski / Viktor Šećerovski: KOVČEG ZA SAMUVANJE (KOVČEG ZA SAMOĆU), izbor poezije – Naša kniga, Skopje. 1979.  978-86-373-0248-3..  978-86-373-0248-3.
- Branimir Škjepanovikj / Branimir Šćepanović: USTA POLNA ZEMJA (USTA PUNA ZEMLJE), roman – Misla, Skopje, 1979.
- Branimir Škjepanovikj / Branimir Šćepanović: SMRTTA NA GOSPODINOT GOLUŽA (SMRT GOSPODINA GOLUŽE), roman – Misla, Skopje, 1985.
- Branimir Škjepanovikj / Branimir Šćepanović: SRAMNO LETO, roman – Misla, Skopje, 1979.
- Branimir Škjepanovikj / Branimir Šćepanović: PRED VISTINATA (PRE ISTINE), raskazi/pripovetke – Misla, Skopje, 1979.

### Prevodi sa albanskog na srpski
- Ali Aliu: HAP DERËN MBYL PEIZAZHIN (OTVARAM VRATA ZATVARAM PREDEO), antologija poezije pesnika Albanaca sa Kosova – Arka, Smederevo. 2003.  978-86-7610-020-0.

### Prevodi sa rumunskog na makedonski
- Ana Blandijana: POTREBA ZA RAZGOVOR, putopisna i filozofska proza - Arka, Smederevo-Skopje. 2004.  978-86-7610-034-7.
- Eugen Urikaru: ANTONIJA, roman – Arka, Smederevo-Skopje. 2003.  978-86-7610-015-6.
- Kalin Vlasie: VNATREŠNA AKCIJA, izbor poezije – Matica Makedonska, Skopje – Arka, Smederevo - ID Skopje, 2007.

### Prevodi sa rumunskog na srpski
- Karolina Ilika: LJUBIČASTO, poezija – Arka, Smederevo, 2003.
- Jon Deakonesku: POSLEDNJE KRILO, izbor poezije – Arka, Smederevo. 2016.  978-86-7610-178-8. (Koautor prevoda: Tatjana Betoska).

### Prevodi sa turskog na srpski
- Hasan Merdžan: VETAR VEKOVA, izbor poezije Bratstvo - Jedinstvo, Novi Sad. . 1976. ISBN 86-7157-039 Проверите вредност параметра |isbn=: length (помоћ). Недостаје или је празан параметар |title= (помоћ) -8
- Jusuf Surea: LICE ZEMLJE, antologija savremene turske poezije (sa Viktorom Šećerovskim) - Grafos, Beograd, 1979.
- Nusret Dišo Ulku: SVAŠTARA, izbor poezije za decu - Grafos, Beograd, 1983.
- Nusret Dišo Ulku: BIZ KÖRPRÜYÜZ (MI SMO MOST), antologija poezije pesnika turske narodnosti u Srbiji i Crnoj Gori – Arka, Smederevo. 2003.  978-86-7610-024-8.

### Prevodi sa francuskog na srpski
- Silvian Dipui: NEBESKI INSTINKT, izbor poezije (sa Ljiljanom Stejić) – Arka, Smederevo. 2001.  978-86-7610-003-3.

### Prevodi sa slovenačkog na makedonski
- Tomaž Šalamun: AMBЕR, poezija – Arka, Smederevo - ID Skopje. 2004.  978-86-7610-041-5.
- Tomaž Šalamun: ODBRANI PESNI / IZBRANE PESMI / SELECTED POEMS (sa Lidijom Dimkovskom) – Struški večeri na poezija, Struga. 2009.  978-9989-193-18-7..

### Prevodi sa bugarskog na srpski
- Dimčo Debeljanov: BELOCVETNE VIŠNJE - Slavjanska literaturna i artistična akademija, Varna, Bugarska. 2009.  978-954-92161-7-2..
- Ivan Granitski: PIJACA S VOLTEROVOM BISTOM, izbor poezije – Apostrof. Granitski, Ivan (2007). Pijaca robova s Volterovom bistom: Izbor. Beograd. ISBN 978-86-7634-090-3..
- Ljubomir Levčev: SEMANTIČKO SEMENJE, izbor poezije – Arka, Smederevo. 2006.  978-86-7610-057-6.
- Ljubomir Levčev: SEMANTIČKO SEMENJE, izbor poezije – časopis Savremenik, Beograd, br. 135-136/2006.
- Ljubomir Levčev: IZNAD STVARI, izbor poezije – Arka, Smederevo. 2007.  978-86-7610-069-9.
- Ljubomir Levčev: VRT ISPRED RAJA, izbor poezije – Međunarodni festival poezije Smederevska pesnička jesen, Smederevo. 2008.  978-86-6023-034-0..  978-86-86585-90-5.. (за издавачку целину)
- Elka Njagolova: STO ZA TROJE, izbor poezije – Arka, Smederevo. 2008.  978-86-7610-081-1..
- Elka Njagolova: OPET NULTA GRUPA, izbor poezije – Međunarodni festival poezije Smederevska pesnička jesen, Smederevo. 2008.  978-86-84201-97-5..
- Dimitar Hristov: BALADA O LJUBAVI, pesme – Arka, Smederevo. . 2004. ISBN 86-7610-7610-108-5 Проверите вредност параметра |isbn=: length (помоћ). Недостаје или је празан параметар |title= (помоћ).

### Prevodi sa ukrajinskog na srpski
- Ana Bagrjana: KOMADI, tri drame – Arka, Smederevo. . 2012. ISBN 978-86-7610-126-9. Недостаје или је празан параметар |title= (помоћ)
- Tetjana Dzuba & Sergij Dzuba: NA OSTRVU, UDALJENOM, KAO EVINE ZUZE...– Arka, Smederevo. . 2016. ISBN 978-86-7610-185-6. Недостаје или је празан параметар |title= (помоћ).

### Prevodi sa poljskog na srpski
- Aleksandar Navrocki: POVODAC, izbor poezije – Arka, Smederevo. 2010.  978-86-7610-107-8..

## Nagrade

### Nagrade za pesničko stvaralaštvo
- Nagrada „Zlatni ključ Smedereva”, MFP Smederevska pesnička jesen, Smederevo 2019.
- Меѓународна награда “Клучевите на Преспа” (Међународна награда “Кључеви Преспе”, Македонија, 2017.
- Međunarodna nagrada: “Atlant slovenstva” Slovenske akademije književnosti i umetnosti iz Varne, Bugarska, 2010 - za vrhunski pesnički opus i doprinos u zbližavanju i afirmaciji slovenskih književnosti i umetnosti;[5]
- “Mala Nobelova nagrada”; “Малая Нобелевская премия – Международная премия имени Людвига Нобеля БУДОН”, Iževsk, Rusija, 2014. – za pesničke knjige objavljene na mnogim jezicima sveta, propagirajući veličije ljudskog duha i opšteljudskih vrednosti;
- nagrada "Braća Miladinovci" Struških večeri poezije za knjigu "Plodored", 1991 – za najbolju pesničku knjigu objavljenu na makedonskom jeziku;[6], Risto Vasilevski
- nagrada "Aco Šopov" Društva pisaca Makedonije za knjigu "Odi vo krugot" („Ode u krug(u)”), 2017 – za najbolju pesničku knjigu objavljenu na makedonskom jeziku;
- Velika nagrada “Nikita Stanesku” [мртва веза] Međunarodnog festivala poezije u Ploeštiju, Rumunija, 2013 – za pesnički opus i afirmaciju stvaralaštva Nikite Staneskua;
- Nagrada za poeziju Svetskog festivala poezije i Internacionalne akademije „Mihaj Eminesku”, Krajova, Rumunija, 2016;
- Međunarodna nagrada „Mihaj Eminesku”, Krajova, Rumunija, 2017 – za pesnički opus;
- Međunarodna nagrada „Kristalno pero”, Tver, Rusija, 2016 – za pesnički opus;
- Međunarodna nagrada “Balcanii şi Europa” (“Balkan i Evropa”) Ministarstva inostranih poslova Rumunije i revije “Balcanii şi Europa”, Bukurešt, 2004 – za književni opus i oplemenjivanje multikulturnih vrednosti;
- Міжнародная літературная премія імені Григорія Сковороди «Сад божественних пісень» (Međunarodna nagrada „Grigorij Skovorodi” – „Vrt božanske poezije”), Ukrajina, 2014. – za književni opus;
- Міжнародная літературная премія імені Nikolaя Gogolя «Triumf» (Međunarodna nagrada „Nikolaj Gogolj” – „Trijumf”), Ukrajina, 2017. – za značajan književni opus i afirmaciju ukrajinske književnosti;
- Міжнародная літературная премія „Де Ришелье” – „Бриллиантовый Дюк” (Međunarodna nagrada „de Rišelje” – „Brilijantni vojvoda”), Nemačka- Ukrajina, 2017. – za izuzetno stvaralaštvo i podvižničku delatnost;
- „Почесна мiжнародна медаль Леси Украiнки” – Мiжнародна Лiтературна премия за творчу наснагу, видатну лiтературну дiяльнiсть... – Одеса, Украјина, 2018.
- Međunarodna nagrada „Frančesko Petrarka” (za doprinos svetskom pesništvu), Italija, 2019.
- Specijalna nagrada grada Varna, Bugarska, 2018. – „Za ukupno književno delo, za hiljade čitalaca prosvetljenih njegovim stihovima, za očuvanje drevnog zajedničkog prajezika, za doprinos širenju kulturnih poslanja Međunarodnog festivala "Slovenski zagrljaj", za doprinos očuvanju slovenskog zajedništva i – povodom pesnikovih jubileja: 55-godišnjice književnog stvaralaštva i 75-godišnjice života”.
- Međunarodna nagrada „Goceva misla” (Misao Goceta Delčeva)Fondacije za prezentaciju književnosti i umetnosti „Makedonija prezent”, Skopje, 2018.
- Zlatna medalja „Andrej Beli”, Moskva, Rusija, 2016.
- Zlatna plaketa „Mihaj Eminesku”, Krajova, Rumunija, 2016.
- Velika međunarodna nagrada “Leteće pero”, Varna, Bugarska, 2008 - “za ukupno pesničko delo, za milione čitateljskih duša prosvetljenih pesničkim umećem, za doprinos učvršćivanju slovenske ideje i dugogodišnji doprinos kulturnoj saradnji između Bugarske i Srbije”[7]
- Međunarodna nagrada “The Naji Naaman’s Literary Prize” (“Naji Naaman”) fondacije “Naji Naaman” iz Bejruta, Liban, 2004 - za pesnički opus;[8]
- Međunarodna nagrada “Balkanika za poeziju”  Balkanskog festivala poezije u Braili, Rumunija, 2008 – za ukupan pesnički opus i značajan doprinos balkanskom pesništvu;
- Međunarodna nagrada “Zlatni prsten” Izdavačke kuće „Feniks” i Fondacije Makedonija prezent, Skopje, 2014. – za književni opus;
- Međunarodnо priznanje “Poeta laureatus” i međunarodna nagrada “Zlatna lira” Desetih heraklejskih pesničnih svečanosti, Bitolj, Makedonija, 2015. – za pesnički opus;
- Golema megjunarodna nagrada „Kniževna dalga” na Struškite kniževni sredbi (Velika međunarodna nagrada „Književni val” Struških književnih susreta) – „za ličniot pridones vo afirmacijata na balkanskite kniževni vrednosti i za vospostavuvanje novi patišta za sorabotka” („za lični doprinos afirmaciji balkanskih književnih vrednosti i uspostavljanje novih puteva saradnje”), Struga, Makedonija, 2017.
- Zlatna plaketa „Ćirilo i Metodije”, Varna, Bugarska, 2016.
- Povelja „Karađorđe”, 2008 - za životno delo i literarni opus nadahnut duhovnim i slobodarskim tradicijama;
- Specijalno priznanje za izdavački poduhvat godine Međunarodnog sajma knjiga u Beogradu – za Antologiju poezije pesnika nacionalnih manjina i etničkih zajednica u Srbiji „Trajnik”, 2009;[9]
- “Diploma de Excelenţă” (“Diploma za izuzetnost”) Međunarodnog festivala poezije “Clopotul lui Nichita”, Karansebeš, Rumunija, 2008;
- Nagrada „Milan Rakić” za knjigu “Hram, ipak hram”, 2004 – najbolju pesničku knjigu na srpskom jeziku;
- Nagrada „Rade Obrenović” Zmajevih dečjih igara, za knjigu "Novčanikova čudbina", 1998 - najbolji roman za decu na srpskom jeziku;
- Nagrada „Srboljub Mitić”, za spev "Letopis hiljadudevetstoposlednje", 2000 - najbolju pesničku knjigu na srpskom jeziku
- Nagrada „Pečat kneza Lazara”, za knjigu “Freska od reči”, 2006 – najbolju knjigu inspirisanu duhovnošću
- Počasno Racinovo priznanje Balkanske književne manifestacije “Racinovi susreti” u Velesu, 2000 - za izuzetan doprinos u afirmaciji dela Koste Racina i veliki doprinos u zbližavanju balkanskih literatura i kultura;
- Jubilarno priznanje Struških večeri poezije,1986 – za izuzetan doprinos razvoju i afirmaciji Struških večeri poezije kao mosta povezivanja i zbližavanja ljudi i naroda sveta;
- Oktobarska nagrada Smedereva – za predan rad, zalaganje i veliki doprinos u razvoju opštine Smederevo, 1976;
- “Zlatna značka” Kulturno-prosvetne zajednice Srbije, 1984 – za nesebičan, predan i dugotrajan rad i stvaralački doprinos u širenju kulture naroda i narodnosti SR Srbije;
- Zlatna plaketa Nacionalnog saveta makedonske nacionalne zajednice u Srbiji – za izuzetan doprinos u radu i afirmaciji Nacionalnog saveta MNZ, 2012.
- Posebno priznanje Društva književnika Vojvodine i Desetog Međunarodnog novosadskog književnog festivala – za ukupan doprinos u razvijanju srpsko-makedonskih književnih veza, 2015.
- Nagrada „Naš glas” na Međunarodnom festivalu poezije Smederevska pesnička jesen, 2013 – za izuzetan doprinos savremenom pesništvu,
- Godišna nagrada za tvoreštvo na NIU „Makedonski inormativen i izdavački centar” Pančevo i na Denovite na makedonskoto tvoreštvo vo Srbija „Sebesi vo pohod”, 2009.
- Nagrada publike Međunarodnog festivala poezije Smederevska pesnička jesen,1986,
- Nagrada „Smederevski Orfej” Međunarodnog festivala poezije Smederevska pesnička jesen, 1971 i 1974.[10]
- Nagrada „Naš glas” na Međunarodnom festivalu poezije Smederevska pesnička jesen, 1977, 1986 i 1992.
- Nagrada „Đuro Salaj” – za najbolju pesničku knjigu u rukopisu, 1968.
- Više desetina drugih povelja, plaketa, zahvalnica u zemlji i inostranstvu.

### Nacionalne nagrade i priznanja
- Nacionalno priznanje za vrhunski doprinos kulturi Republike Srbije, 2009.[11]

### Nagrade za prevodilački rad
- Nagrada „Zlatno pero” (1984) Međunarodnih susreta prevodilaca u Tetovu,
- Nagrada „Jubilarno zlatno pero” (2001) Međunarodnih susreta prevodilaca u Tetovu i Društva književnih prevodilaca Makedonije,
- Nagrada „Kiril Pejčinović” – ѕa prevodilački opus (2011) Društva književnih prevodilaca Makedonije.
- Međunarodna nagrada „Kolja Mićević”  za prevodilački opus (2011) Udruženja pisaca Republika Srpske.

### Nagrade za likovno i grafičko oblikovanje knjiga
- Nagrada „Zaharija Orfelin” Međunarodnog salona knjiga u Novom Sadu,2004.,
- Nagrada „Dobar dizajn“ Privredne komore Vojvodine (2004).[12]

## Kritika
O pesničkom delu Rista Vasilevskog pisali su mnogi domaći i strani kritičari i esejisti: Vesna Acevska, Dan Angelesku, Radomir Andrić, Maja Apostoloska, Đorđi Arsovski, Jovica Aćin, Mileta Aćimović Ivkov, Anna Bagrjana, Goran Babić, Tomislav Marjan Bilosnić, Milorad R. Blečić, Stojan Bogdanović, Dragan Bogutović, Katalin Bordeanu, Dragan Bošković, Petar T. Boškovski, Vera Bužarovska, Rade Vojvodić, Razvan Vonku, Јanko Vujinović, Nikola Vukolić, Petar Vulić, Snežana Glišić, Ratomir Rale Damjanović, Dragan Jovanović Danilov, akad. Jon Deakonesku, Ratko Deletić, Milijan Despotović, Milan Dimitrijević, Sanja Domazet, Milutin Đuričković, Predrag R. Dragić Kijuk, Miodrag Drugovac, Ana Dudaš, Sergij Dzuba, Ljubiša Đidić, akad. Milan Đurčinov, Jovica Tasevski Eternijan, Biljana Milovanović Živak, akad. Jovan Zivlak, Maksim Zamšev, akad. Radomir Ivanović, akad. Srba Ignjatović, akad. Elčin Iskenderzadze, Branko Jovanović, Ibrahim ibn Kajan, Trajče Krsteski, Ilija Karajanov, Živojin Karić, Dimitrije Kalezić, Blagovesta Kasabova, Eftim Kletnikov, Danilo Kocevski, Vladimir Kopicl, Adrijana Krajnović, Razme Kumbarovski, Aleksandar B. Laković, akad. Ljubomir Levčev, Tatjana Lazarević-Milošević, Laza Lazić, Dragan Lukić, Milica Jeftimijević Lilić, Miroslav Lukić, Ljiljana Lukić, Jovan Ljuštanović, Živko Malešević, Zoran M. Mandić, Voja Marjanović, Olivera Marković (Ćorvezirovska), akad. Mateja Matevski, Dragana B. Matović, Dante Mafia, Bratislav Milanović, Nebojša Milenković, Milica Milenković, Ljubica Miletić, Čedomir Mirković, Milosav Mirković, Srboljub Mitić, akad. Dimitar Mitrev, Milunika Mitrović, Radomir Mićunović, Slobodan Micković, Gina Moldoveanu, Korina Moroianu, Miodrag Mrkić, Aleksander Navrocki, Kire Nedelkovski, Jovanka Stojčinović Nikolić, akad. Elka Njagolova, Mošo Odalović, Olga Pankina, Done Panovski, Bojana Stojanović Pantović, akad. Miodrag Pavlović, Jovan Pavlovski, akad. Sreten Perović, akad. Nikolaj Petev, Hristo Petreski, Petar Petreski, Miloš Petrović, Milosav Slavko Pešić, Vidoe Podgorec, akad. Ante Popovski, Aleksandar Popovski, Predrag Protić, Saša Radojčić, Zoran Radisavljević, Dragan Radulović, Ratko Marković Riđanin, akad. Ranko Risojević, Branko S. Ristić, Siniša Ristić, otac Stefan Sandžakoski, Igor Simaković, Antoine Simon (Antoan Simon), Vele Smilevski, Milutin Srećković, Dobrivoje Stanojević, akad. Georgi Stardelov, Irina Stavreva, Dragoljub Stojadinović, Andrija Stojković, akad. Dušan Stojković, Gligor Stojkovski, Mila Stojnić, akad. Sande Stojčevski, Kristina Stolecka, Dejan Tadić, Veno Taufer, Radojica Tautović, Viktor Radun Teon, Boško Tomašević, Hadži Dragan Todorović, akad. Gane Todorovski, Miroslav Todorović, Vasil Tocinovski, Stevan Tontić, Duško Trifunović, akad. Katica Ćulavkova, Eugen Urikaru, akad. Vlada Urošević, Lilijan Ursu, Jakša Fiamengo, Dimitar Hristov, akad. Branko Cvetkoski, akad. Mićo Cvijetić, Anđelka Cvijić, Todor Čalovski, akad. Ivan Čarota, Ivica Čeliković, Dmitro Čistjak, Viktor B. Šećerovski, Olivera Šijački, Ivan Šop, Marijana Štefanesku, akad. Mladen Šukalo i drugi.

## Literatura
- MI-ANOVA enciklopedija, opšta i makedonska, A-Ž, izd. MI-AN, Skopje, 2006, pp. 217
- Adresar pisaca Jugoslavije, Savez književnika Jugoslavije. 1986. стр. 786—287. | Književna zajednica Novog Sada, 1986
- Stremež, časopis za književnost, umetnost i kulturu, broj 7-8/1999., Prilep, posvećen stvaralaštvu Rista Vasilevskog; Risto Vasilevski: Vraćanje u Prespu. Životopis i bio-bibliografija, pp. 186-192 ISSN 0039-2294
- MACEDONIAN WRITERS, Macedonian writers association, Skopje 2004, pp. 49-50
- SMEDEREVO - ENCIKLOPEDIJA, Ikomo, Smederevo 2013.
- Risto Vasilevski: Igri i pofalbi, izbor poezije, Matica makedonska, Skopje 2000; Životopis i bio-bibliografija, pp. 241-250
- MAKEDONSKI PISATELI, Društvo na pisateli na Makedonija, Skopje. 2000.  9789989855016. стр. 40.
- Risto Vasilevski: Hram, ipak Hram, peto izdanje, Arka, Smederevo 2005; O autoru, pp. 139-144
- Risto Vasilevski: Freska od reči / Freska od zborovi, Arka, Smederevo 2005. Selektivna bibliografija, pp. 368-441
- Risto Vasilevski: Čuvar na poleto, izbor, NID „Mikena”, Bitola 2002. Predgovor: Sande Stojčevski: Bukvi od azbukata na zaumnata svest. pp. 5-16. Bio-bibliografska beleška za avtorot. pp. 197-202
- Risto Vasilevski: Guadrian of the Field, St. Clement of Ohrid, National and University Libraru - Skopje 2011. Bio-bibliographical note on the Author: 191-196
- Risto Vasilevski: Playing my Head, The Pleiades Series, Struga Poetry Evenenings, Struga 2010. Dusan Stojkovich: The double classics Risto Vasilevski, 117-123; Bibliographical. pp. 125-130
- Risto Vasilevski: Iskopine / Exavations, Smederevska pesnička jesen / Smederevo's Poet Autumn, Smederevo 2006. Bio-bibliografija / Bio-bibliographia. pp. 70-75
- Risto Vasilevski: Hram, spravgi Hram, Tverdinja, Luck, Ukrajina, 2011. Biografična dovidka. pp. 139-142

## Spoljašnje veze
- Makedonska akademija nauka i umetnosti: članovi van radnog sastava
- „Библиотека ЗАВЕТИНЕ (2)”. Архивирано из оригинала 12. 05. 2014. г. Приступљено 24. 02. 2011.
- Библиотека ПЕЛАЗГИОН (1)
- „Bibliografija, tekuća, monografska publikacija, zapis, Narodna biblioteka Srbije”. Архивирано из оригинала 12. 11. 2013. г. Приступљено 12. 11. 2013.
- Čitav svet je moja domovina
- Veče makedonske poezije
- Emigranti su ljudi koji umiru od straha
- Varna, festival poezije "Slovenski zagrljaj
- Završen festival u Varni...
- Nagrada Nikita Stanesku
- МАЛИ НОБЕЛ ВАСИЛЕВСКОМ